# Depensiefen
Depensiefen ist ein Ortsteil der Stadt Hennef (Sieg) im Rhein-Sieg-Kreis in Nordrhein-Westfalen.

## Lage
Der Weiler liegt in einer Höhe von 190 Metern über N.N. auf den Hängen des Westerwaldes, aber noch im Naturpark Bergisches Land. Nachbarorte sind Hüchel im Nordosten, Büllesbach im Osten, Dahlhausen im Süden, Zumhof im Westen und Derenbach im Norden.

## Geschichte
Nach einer Statistik aus dem Jahr 1885 lebten damals in Depensiefen 11 Einwohner in drei Häusern.
1910 gab es in Depensiefen die Haushalte Ackerer Johann Hagen, Straßenarbeiter Wilhelm Hagen, Ackerer Heinrich Harst und Ackerin Franziska Klein.
Bis zum 1. August 1969 gehörte Depensiefen zur Gemeinde Uckerath, im Rahmen der kommunalen Neugliederung des Raumes Bonn wurde Uckerath, damit auch der Ort Depensiefen, der damals neuen amtsfreien Gemeinde „Hennef (Sieg)“ zugeordnet.